# Chechłowo
Chechłowo – wieś w Polsce położona w województwie podlaskim, w powiecie siemiatyckim, w gminie Drohiczyn.
W czasach II Rzeczypospolitej wieś należała (do 1934) do gminy Narojki.
W latach 1975–1998 miejscowość administracyjnie należała do województwa białostockiego.
Według Powszechnego Spisu Ludności z 1921 roku wieś zamieszkiwały 234 osoby, wśród których 222 było wyznania rzymskokatolickiego, 7 prawosławnego, 1 greckokatolickiego, a 4 mojżeszowego. Jednocześnie 224 mieszkańców zadeklarowało polską przynależność narodową, 5 białoruską, 4 żydowską, a 1 inną. Było tu 40 budynków mieszkalnych.
Wierni kościoła rzymskokatolickiego należą do parafii Świętych Apostołów Piotra i Pawła w Śledzianowie.